# Odontocera baeri
Odontocera baeri är en skalbaggsart som först beskrevs av Pierre Émile Gounelle 1913.  Odontocera baeri ingår i släktet Odontocera och familjen långhorningar.
Artens utbredningsområde är:
- Paraguay.
- Uruguay.

Inga underarter finns listade i Catalogue of Life.